# Савитри Деви
Сави́три Де́ви Мухерджи́ (настоящее имя — Максимиа́ни Джу́лия По́ртас; 30 сентября 1905, 2-й округ Лиона, Лион, Рона, Третья французская республика — 22 октября 1982, Сэйбл-Хедингем, Эссекс) — греко-французская писательница, апологет глубинной экологии, прав животных, национал-социализма и гитлеризма. Во время Второй мировой войны занималась в Индии шпионажем в пользу стран «оси». В 1960-е годы писала про права животных и стала одним из лидеров нацистского подполья. В послевоенные годы она поддерживала связи и сотрудничала с Франсуазой Диор, Отто Скорцени, Йоханном фон Леерсом, Ганс-Ульрихом Руделем. Итальянский неофашист и идеолог наци-маоизма Франко Фреда называл её «миссионер арийского язычества». Была одним из учредителей «Всемирного союза национал-социалистов».

## Биография
Савитри Деви (настоящее имя — Максимиани Джулия Портас) родилась 30 сентября 1905 года в Лионе, Франция. Её отец был греком, мать — англичанкой. В Лионе Савитри изучала химию и философию и получила две магистерские степени и PhD по философии (посвящена жизни и идеям Теофилоса Каириса) в Лионском университете. Она много путешествовала по Европе и Азии, овладела семью языками, в том числе бенгали. Она узнала, что Генрих Шлиман нашёл свастику в Анатолии, и это навело её на мысль о том, что древние греки были «арийцами». В 1932 году поиски утраченных ариев приводят Джулию Портас в Индию. Она принимает имя Савитри Деви в честь индо-арийской богини Солнца Савитри, и выходит замуж за брахмана по имени Шри Асит Кришна Мухержи, редактора журнала «The New Mercury», поддерживающего ось Берлин — Рим — Токио. Савитри пишет книгу «Предостережение индусам», где выступает как сторонник независимости Индии, индуистский националист и пропагандист сопротивления распространению христианства и ислама в Индии.
В 1930-е годы она занимается пропагандой идей стран Оси и шпионажем в пользу Германии. Во второй половине 1930-х годов способствует установлению связей Субхаса Чандра Боса (лидера Индийской национальной армии) с представителями Японской империи.
В 1948 году Савитри Деви едет по разрушенной Европе в Германию, через Англию и Швецию. Она впервые посещает родину гитлеризма. Не зная ни одного надёжного типографа, Савитри от руки написала сотни листовок с изображением свастики и следующим текстом: «Мужчины и женщины Германии! Среди бессчётных лишений и страданий стойко придерживайтесь славных принципов национал-социализма и сопротивляйтесь! Оказывайте открытое неповиновение своим гонителям!.. Ничто не разрушит того, что построено на правде. Мы чистое золото, опущенное для проверки в горнило. Пусть огонь пылает и ревёт! Ничто не уничтожит нас. Однажды мы восстанем и восторжествуем снова! Надейтесь и ждите! Хайль Гитлер!»
Пересекая разрушенную войной Германию в составе труппы танцоров во главе с менеджером-евреем, одетая в сари и украшенная серьгами в виде свастики, Деви разбрасывала эти листовки из окон поездов. Каждая листовка была упакована вместе с небольшим подарком, состоящим из кофе, сахара или масла. Для Деви распространение этих листовок имело значение космического масштаба, по её словам «боги писали и разбрасывали листовки, я была лишь посредником». В Лондоне Савитри удалось напечатать 6000 листовок профессиональным способом, и она возвращается в Германию. В течение года её несколько раз арестовывают в Германии и Франции. В 1949 году в немецкой тюрьме она пишет «Золото в горниле».
В 1953 году, вопреки запрету оккупационных властей, Савитри возвращается в Германию и совершает паломничество по «святым местам» нацизма и германского язычества. Результатом этой поездки становится книга, озаглавленная ею «Паломничество», опубликованная в 1958 году. В 1959 году вышла её книга Обвинение человека, где была представлена прогитлеровская и пронацистская точка зрения, а также имел место антисемитизм и осуждение еврейских пищевых запретов.
На пути в Германию Савитри, с большим количеством книг «Золото в горниле» и «Неповиновение», много раз задерживали на таможнях. Кульминацией поездки стало посещение первобытного святилища германского солнечного культа — ряда стофутовых скал, Externsteine, Камней Солнца. При Гитлере здесь снова праздновались дни солнцестояния и члены гитлерюгенда проходили инициацию.
Весной 1961 года приехав в Великобританию и сдружившись с ультраправым активистом Колином Джорданом она становится членом Национал-социалистического движения.
В августе 1962 года приняла участие в нацистской конференции в Глостершире, где подписала Костволское соглашение став одним из основателей Всемирного союза национал-социалистов (WUNS). на этой конференции она была очень тепло встречена американским нацистским активистом Джорджем Рокуэллом. Наряду со статьями Джордана и Рокуэлла, Пирс посвятил Савитри почти восемьдесят страниц первого выпуска сокращённого издания «Молнии и Солнца». Из-за восторженных откликов, в последующих выпусках Пирс печатал «Золото в горниле» и «Неповиновение».
Она также продолжала поддерживать тесные связи с нацистскими и неонацистскими активистами в Европе и Америке вроде Колина Джордана, Джона Тиндалла, Мэтт Коэл, Мигеля Серрано и Эрнста Цюнделя. Она была первой, кто заявлял Цюнделю, что нацистский геноцид евреев является вымыслом; она давала серию записанных интервью (проведённых в ноябре 1978 года) и опубликовала в 1979 году новое иллюстрированное издание «Молнии и Солнца».
Савитри провела большую часть своей жизни в Индии, преподавая английский язык во французской школе для молодых женщин. Незадолго до смерти она ослепла и жила в нищете с несколькими дюжинами кошек.
Савитри Деви умерла внезапно во время поездки в Англию 22 октября 1982 года. Её тело было кремировано и прах отослан в Арлингтон (штат Виргиния), где располагалась штаб-квартира нацистского движения «Новый порядок». Её прах, по-видимому, находится в новой штаб-квартире организации, в Милуоки.

## Идеи
Савитри Деви совместила идеи нацизма и индуизма. Она считала Гитлера олицетворением Вишну и сравнивала нацизм с культом Шивы с его акцентом на разрушение и новое творение. Опираясь на индуистский цикл веков, она утверждала, что человечество живёт в кали-юге, мрачной тёмной эпохе, которой может быть положен конец только «возрождающим» насилием, войной и геноцидом.
К концу 1920-х годов она начала склоняться к язычеству и стала сторонницей немецкого национал-социализма и арийского мифа. Она считала, что имеет «нордическое происхождение». Позднее она стала вегетарианкой, начала верить в полярную прародину, циклическую смену эпох и прославление Гитлера в качестве воплощения индийского бога Вишну. Она превозносила «этнические религии», главным врагом которых считала «иудеохристианство», разделяла идеи антихристианства, и с презрением относилась к «неарийцам». В 1932 году она переселилась в Индию, где и прожила всю эпоху нацистской Германии. После войны она много путешествовала по странам Западной Европы и Ближнего Востока, вдохновляла оставшихся нацистов и способствовала формированию неонацистского движения, устанавливая связи между лидерами ультраправых. В её книгах был создан образ «эзотерического Гитлера».
В Индии она приняла имя Савитри Деви в честь женской инкарнации солярного божества. Индуизм она считала единственным живым потомком древнего индоевропейского язычества, поэтому Индия, по её мнению, более других стран, готова к усвоению нацистского язычества. Созданная ею панарийская доктрина предназначалась для того, чтобы охватить весь мир посредством распространения индуизма и «расового возрождения», начало которого она видела в немецком нацизме. В 1939 году она опубликовала книгу «Предупреждение индусам», в которой стремилась пробудить индусское самосознание, апеллируя к идее, что индийская цивилизация основана исключительно на индуизме и его ценностях, которые отвергают антропоцентризм. Савитри Деви видела опасность в росте мусульманского населения, и стремилась убедить индусов не порывать с традициями, чтобы их не постигла «жалкая участь» христианской Европы. Она утверждала, что христианство и его идеи равенства и свободы были принесены в Европу рабами и варварами, и предлагала отказаться от кастовой системы для укрепления единства общества. Она пропагандировала нацистские идеи во время своих лекций в Калькутте и, следуя рекомендации своего индуистского наставника, изображала Гитлера как инкарнацию Вишну.
Она вернулась во Францию в 1946 году и опубликовала книгу о солнечной религии фараона Эхнатона, в которой стремилась доказать, что начиная с периода Возрождения мрачная христианская эпоха стала отступать, а на её место приходит пробуждавшийся дух античных эллинов. Она отдавала предпочтение «религии расы» и «солнечной религии», к которой в прошлом шёл Эхнатон. Эта книга сочетала мизантропию, восхваление природы и призыв к защите прав животных: спасти природу способны только «арийцы» с их «расовым духом». В 1950-х годах Савитри Деви выпустила книгу, в основу которой легли индийские представления о золотом веке и циклической смене эпох. По её мнению, только этот подход даёт возможность постичь суть национал-социализма. Указывая на послевоенную разруху в Германии, она утверждала, что эпоха Калиюга скоро завершится и наступит новый золотой век. Она описывала Гитлера в качестве героя, который мужественно боролся за его приближение; а Нюрнбергские законы и радикальный антисемитизм — как попытку возродить арийскую кастовую систему. Гитлера она изображала аватаром, посредником между людьми и Богом. Эсэсовцев Савитри сравнивала с кшатриями, имевшими суровый военный кодекс чести. «Арийцам» она противопоставляла евреев, по её мнению, стремящихся к мировому господству и пользующихся для этого самыми коварными приёмами. Евреи были представлены в её учении как основной разлагающий фермент эпохи Калиюга, который вёл к распаду всего, к чему имеет отношение. По этой причине их геноцид Гитлером она считала божественной миссией.
Отвергая «иудеохристианство», Савитри разделяла пантеистический монизм: единое космическое пространство природы состоящее из божественной энергии-материи.

## «Молния и Солнце»
Книга «Молния и Солнце», главный труд всей жизни Савитри Деви, была начата в Шотландии в 1948 году, писалась с перерывами в Германии, и была закончена в 1956 году. Основные фигуры, призванные иллюстрировать циклическую концепцию истории — Эхнатон, Чингисхан и Гитлер. Они рассматриваются в контексте непрерывного ряда эпох. Во время Кали-юги (эпохи тьмы) Эхнатон был «Человеком над временем», символически изображавшимся в виде солнца. Фараон, желающий возвращения человека в давно утраченную предыдущую эпоху, Эхнатон был мистиком, не обладающим практицизмом для воплощения своих видений. «Человек во времени», представленный Чингисханом — деструктивная сила, лишённая идеализма. Его символ — молния, он действует в гармонии с природой своей Эпохи. В Гитлере Деви видит «Человека против времени», сочетающего идеализм с силой, одновременно молнию и солнце, ведущего борьбу против сил своей эпохи на практическом уровне. Он — аватара Калки, одна из аватар Вишну, мститель, приходящий в конце каждой эпохи, его битва была обречена. Таким образом, Деви верит, что дхармическая обязанность гитлеровцев — хранить пламя национал-социализма во времена Кали-юги как основу «нового порядка», который Гитлер предсказал в 1928 году, говоря о себе, как о вестнике: «Я не он, но пока никто не приходит, чтобы приготовить путь для него, я делаю это». Братьями по оружию будущей «аватары» станут «последние национал-социалисты», с железной волей, закалённые преследованиями, мстители.

## Влияние
Савитри Деви была первым автором, трактовавшим нацизм с эзотерических позиций. Она передала неонацистам идеи оккультизма и «защиты природы», включив неонацистскую идеологию в рамки нью-эйдж. Её взгляды, включая отрицание Холокоста, стали популярными в Западной Европе и США. Она стала фигурой, создавшей неонацистский культ Гитлера. Следуя примеру Джеймса Мадоле, принявшего теософию и индуистскую кастовую иерархию, неонацистская идеология включила в себя восточные темы в мистических доктринах Савитри Деви и Мигеля Серрано, которые в настоящее время являются значимыми для расистского подполья.